# Christian Lobeck
Christian August Lobeck, född den 5 juni 1781 i Naumburg an der Saale, död den 25 augusti 1860, var en tysk klassisk filolog.
Lobeck studerade i Jena och Leipzig samt blev professor 1810 vid universitetet i Wittenberg och 1814 i Königsberg. Lobeck utövade en betydande verksamhet både som undervisare och som författare. Bland hans arbeten, som till större delen åsyftar en djupare vetenskaplig insikt i det grekiska språkets lagar, kan nämnas en utförlig och värdefull bearbetning av Sofokles "Ajas" (1809; 3:e upplagan 1866), "Paralipomena grammaticæ graecæ" (1837) och "Pathologiæ linguæ græcæae elementa" (1853-62). Även åt det forngrekiska religionsväsendet ägnade Lobeck djupgående forskningar, vilka han framlagt i "Aglaophamus" (1829).